# Геннадий Важеозерский
Генна́дий Важеозе́рский (вторая половина XV века — 8 января 1516) — русский православный святой, преподобный.

## Биография
Геннадий родился во второй половине XV века. По преданию, он был учеником преподобного Александра Свирского, по благословению которого удалился к Важозеру, где прожил отшельником до самой смерти.
Предсказал своим ученикам, что на месте его уединения будет устроена обитель. Предсказание сбылось: преподобный Никифор Важеозерский основал здесь Важеозерскую пустынь.
Подробное житие Геннадия исчезло во время разорения пустыни литовцами в начале XVII века, и важнейший источник для биографии преподобного представляет «служба» ему, «сочиненная в давнее время». В ней сообщаются главным образом общие биографические черты, например, что Геннадий, «освященный из чрева матернего», «от младенчества Бога возлюби», раздал имение нищим и оставил «отечество и род». С благословения Свирского долгое время жил совершенно один в землянке на берегу Важозера и только под конец жизни принял к себе «для безмолвной молитвы двух-трех учеников», которых он «наставил пению божественного славословия, трудолюбию, посту и молитве». Пищей Геннадия было «былие», а ложем — земля; он носил и вериги, сохранявшиеся в пустыни еще в конце XVII века.
Геннадий Важеозерский умер 8 января 1516 года. Мощи преподобного Геннадия упокоены, по утверждению печатного его «Жития», и хранились «нетленно» вместе с мощами преподобного Никифора в церкви Всех Святых, построенной в 1854—1858 годах на месте прежней надгробной часовни.